# Франк Кесие
Франк Яник Кесие (на френски: Franck Yannick Kessié) е котдивоарски футболист, играещ като полузащитник за арабския Ал Ахли и националния отбор на Кот д'Ивоар. Участник в Летните олимпийски игри 2020 в Купата на африканските нации 2017, 2019, 2021 и 2023. Носител на Купата на африканските нации 2023 където отбелязва два гола (на 1/8 финала срещу Сенегал при равенството 1:1, 5:4 след дузпи и на финала срещу Нигерия за шампионската победа с 2:1. 

## Успехи
Милан
- Серия А
  -  Шампион (1): 2021/22
  -  Сребърен медал (1): 2020/21
- Суперкупа на Италия
  -  Носител (2): 2018, 2022

 Барселона
- Ла лига
  -  Шампион (1): 2022/23
- Суперкупа на Испания
  -  Носител (1): 2022/23

 Кот д'Ивоар до 17 г.
- Купа на африканските нации до 17 г.
  -  Носител (1): 2013

 Кот д'Ивоар
- Купа на африканските нации
  -  Носител (1): 2023

Индивидуални
- Награда Марк-Вивиен Фое: 2021/22